# Коперник. Беседа с Богом
«Коперник. Беседа с Богом» (пол. Astronom Kopernik, czyli rozmowa z Bogiem) — картина польского художника Яна Матейко, завершённая в 1873 году, изображающая астронома Николая Коперника, ведущего наблюдения на башне рядом с собором во Фромборке. В настоящее время картина находится в коллекции Ягеллонского университета в Кракове, который приобрел её у художника на средства, пожертвованные польской общественностью.

## История создания
Ян Матейко начал работать над картиной в 1871 году, в рамках подготовки к празднованию юбилея 400-летия Коперника. Как и большинство других его картин, отражающих ключевые моменты истории Польши, это полотно изображает Николая Коперника как сторонника гелиоцентрической системы мира и основоположника научной революции. Для написания картины Матейко изучил исторические документы, которые были доступны в Ягеллонском университете, и подготовил несколько карандашных эскизов и два эскиза маслом до завершения окончательного варианта картины. Писать окончательный вариант картины он начал летом 1872 года и завершил его в начале 1873 года в своей старой квартире в Кракове, в очень стеснённых условиях, которые отобразил в ироническом автопортрете.
Организаторы юбилейных торжеств в Кракове не поддержали работы Матейко и не планировали демонстрировать его картину во время официальных торжеств. В этой ситуации к нему обратились власти родного города Коперника — Торуня (Торна), который в то время находился на территории Германской империи, с предложением купить картину, но Матейко отклонил это предложение и организовал собственную частную выставку в Кракове, где и продемонстрировал картину. Выставка состоялась в феврале 1873 года в здании ратуши Кракова (Великопольском дворце); доходы от выставки были пожертвованы на благотворительные цели. В том же году картина демонстрировалась в Вене. В марте того же года общественность Кракова приобрела у Матейко картину за 12 тысяч злотых и передала её в Ягеллонский университет, где она была выставлена на всеобщее обозрение в здании Collegium Novum и находится там до настоящего времени.

## Анализ картины
Для большинства полотен Матейко характерно наличие массовых сцен, в этом плане картина «Коперник. Беседа с Богом» представляет исключение.
На картине изображён вдохновлённый Николай Коперник, который ведёт наблюдения в предрассветный час. Учёный находится на балконе здания, расположенного рядом с собором города Фромборка, в окружении различных астрономических инструментов. Рядом с ним — изображение гелиоцентрической модели мира на большой плоской доске (сделано на основе иллюстрации из главного труда Коперника «О вращении небесных сфер»).
Место, где изображён Коперник, является вымышленным: известно, что во Фромборке у Коперника не было обсерватории на башне (возможно, он вёл наблюдения из помещения нижнего этажа или же из сада возле своего дома), поэтому изображение на картине носит символический характер.
Основными особенностями композиции картины являются центральная симметрия и резкий контраст светового пятна в центре с тёмными цветами на периферии. Воодушевлённое состояние (экстаз) Коперника передаётся через тонкую игру света. В качестве моделей для изображения Коперника Матейко использовал доктора Хенрика Левитту и своего племянника, Антония Серафински.